# O RLY?
 是英語  的擬音簡稱，即是中文書面語的「噢，真的？」，是歐美國家網絡上的網絡現象，常用於疑問或者諷刺他人言論。它的整個形像其實是一幅改圖：一隻雪鴞表現著「驚訝」的樣子，圖的下方有著白色英文全大寫字眼「O RLY?」。這幅圖其實取材自發音相近的著名電腦書出版商歐萊禮的出版，因為它的動物系列出版經常都有一隻動物在封面。
這句字後來還有引申的回應：
- （ ，「噢，真的？」或「哦，係咩？」）
- （ ，「是啊，真的」或「係呀，堅料」）
- （ ，「不可能的！」或「係鬼！」）

隨著這圖片在網絡上的傳播，人們分成兩個改圖方向：一是專注於「貓頭鷹圖」，在貓頭鷹相片上加上其他簡單的字句造成惡搞效果；二是將其它圖像加上以上三句的其中一句，當然以第一句的經典為主。

## 參看
- 歐萊禮